# Timex Computer 2010
Timex Computer 2010 (zkráceně TC2010) je digitální kazetový magnetofon pro počítače Sinclair ZX Spectrum a Timex Computer 2048 vyráběný portugalskou pobočkou společnosti Timex Sinclair. Nejedná se o evropský ekvivalent kazetového magnetofonu Timex Sinclair 2020 vyráběného v USA.
Magnetofon je optimalizován pro přehrávání obdélníkového signálu, takže nepřehrává kazety s hudbou. Dokáže přehrávat signál o frekvencích 300, 1200 a 2400 bitů za sekundu. Ovládání hlasitosti neovlivňuje signál jdoucí z magnetofonu do počítače, ovlivňuje pouze hlasitost zvuku v reproduktoru.